# Chaussettes noires Party
Pour les articles homonymes, voir Chaussettes Noires.
Albums de Les Chaussettes noires
Comment réussir en amour
(1962) Les 5 Rocks
(1996)
Chaussettes noires Party  est le second et dernier album studio enregistré par les Chaussettes Noires. Ce 33 tours 30 cm, sort en mai 1963.

## Historique
1963 est l'année où Eddy Mitchell entame une carrière en soliste, tout en demeurant, en parallèle, pour quelques mois encore, la voix du groupe Les Chaussettes Noires. Les titres Be bop a lula 63, Oui je t’aime, Je ne pense qu’à l’amour, Ce diable noir, sont des enregistrements solos du chanteur.
Les Chaussettes Noires enregistrent en instrumental - sans Eddy Mitchell (toutefois, le chanteur assure les chœurs sur Oui chef, bien chef) - plusieurs titres : Pow wow, Big Ben Rock, Oui chef, bien chef et Boom-Rang.
Quatre autres chansons, sont également enregistrés par le groupe : Ne délaisse pas, Il revient, Jezebel, Ceci est mon histoire.
L'ensemble compose cet ultime album des Chaussettes Noires.
Sur le titre Il revient joue Le saxophoniste Michel Gaucher, nouveau venu dans la formation (par la suite, il accompagnera souvent Eddy Mitchell sur scènes...).
Jezebel est l'adaptation française par Charles Aznavour de la chanson écrite par Wayne Shanklin en 1951 ; la même année, elle est enregistrée par Frankie Laine. Elle est également reprise dans sa version originale par Gene Vincent en 1956. En France, l'adaptation est surtout connue par la version d'Édith Piaf (Charles Aznavour l'enregistre également) ; l'interprétation d'Eddy Mitchell s'inspire de la version de Gene Vincent.

## Autour de l'album
- Référence originale : 33 tours Barclay 80197[2]

L'ensemble des titres réunies sur cet album, a également été diffusé en super 45 tours : 
- Mars, Je ne pense qu’à l’amour, Oui je t’aime, Be bop a lula 63, Ce diable noir (disque Barclay 70506, Eddy Mitchell)
- Mai, Ne délaisse pas, Il revient, Jezebel, Ceci est mon histoire (disque Barclay 70529, Les Chaussettes noires)
- Mai, Pow wow, Big Ben Rock, Oui chef, bien chef et Boom-Rang (disque Barclay 70524, Les Chaussettes noires)

## Liste des titres
| 1. | Il revient (Say Mama)                                        | Georges Aber (adaptation)     | J. Meeks, J. Earl      | 1'50 |
| 2. | Ne délaisse pas (Gonna Get Back Home Somehow)                | Claude Moine (adaptation)     | Mort Shuman, Doc Pomus | 2'26 |
| 3. | Jezebel (Jezebel / adaptation de la version de Gene Vincent) | Charles Aznavour (adaptation) | Wayne Shanklin         | 1'50 |
| 4. | Ceci est mon histoire (A Big Fat Saturday Night)             | Claude Moine (adaptation)     | D. Conway, J. Berry    | 2'08 |
| 5. | Big ben rock (instrumental)                                  |                               | D. Kaufmann            | 2'15 |
| 6. | Boom rang (instrumental)                                     |                               | W. Benaïm              | 2'02 |

| 1. | Be Bop a Lula 63 (Be-Bop-A-Lula)         | Claude Moine (adaptation)     | Sheriff Tex Davis, Gene Vincent | 3'38 |
| 2. | Oui je t'aime                            | André Salvet                  | Claude Carrère                  | 2'53 |
| 3. | Je ne pense qu'à l'amour (Lovesick Blue) | Fernand Bonifay (adaptation)  | I. Mills, C. Friend             | 2'10 |
| 4. | Ce diable noir (That Old Black Magic)    | Charles Aznavour (adaptation) | H. Arlen, J. Mercer             | 1'50 |
| 5. | Oui chef, bien chef                      | Aldo Martinez                 | Aldo Martinez                   | 1'41 |
| 6. | Pow wow (instrumental)                   |                               | R. Buzzo, A. de Felice          | 1'30 |